# Касымов, Сухроб Абдулхакович
Сухроб Абдулхакович Касымов (тадж. Қосимов Суҳроб Абдулҳақович; 2 сентября 1961, Советский район, Кулябская область, Таджикская ССР — 16 декабря 2014, Душанбе, Таджикистан) — генерал-майор, один из самых известных командиров Народного фронта Таджикистана во время гражданской войны. Президент Федерации футбола Таджикистана (2002—2012)

## Биография
Сухроб Касымов родился 2 сентября 1961 года в Советском районе. Их семья переехала в Дангару в 1968 году, и он окончил среднюю школу в 1978 году. В школе он стал мастером спорта СССР по настольному теннису. В 1980 году Касымов поступил на дефектологический факультет Московского государственного педагогического института им. Ленина.

## Военная деятельность
До гражданской войны в Таджикистане работал учителем во вспомогательной школе-интернате № 3 Душанбе.
После освобождения Душанбе от оппозиции Касымов стал командиром отряда особого назначения при Варзобском отделе внутренних дел. В июне 1992 года отряд был преобразован во 2-й оперативный полк МВД, а в декабре 1996 года — в 1-ю Отдельную оперативную бригаду спецназа ВВ МВД Таджикистана.

## Награды и ордена
Награждён Орденом Шарафа и Орденом Спитамена I степени .

## Смерть
Сухроб Касымов скончался утром 16 декабря 2014 года в возрасте 53 лет в Душанбе после продолжительной болезни. Тело его отправлено в Дангару, где он похоронен на кладбище Мазори Ёхсу. В этом районе расположен дом его отца.

## Примечание
1. ↑  Тавсифи вазир аз хизматҳои Суҳроб Қосимов ва 4 генерали дигар (АКС) » Озодагон. www.ozodagon.com. Дата обращения: 30 апреля 2021. Архивировано 30 апреля 2021 года.
2. ↑  Вооруженные Силы Таджикистана готовы пресечь любое проникновение боевиков на территорию республики. РИА Новости (2 сентября 2002). Дата обращения: 30 апреля 2021. Архивировано 30 апреля 2021 года.
3. ↑  Ҷоми Сӯҳроб Қосимов дар Норак - СССР - Мо метавонем! cccp.tj. Дата обращения: 30 апреля 2021. Архивировано 30 апреля 2021 года.
4. ↑  Рустами Эмомалӣ президенти ФФТ интихоб шуд | Хабарҳои Тоҷикистон ASIA-Plus. www.asiaplustj.info. Дата обращения: 30 апреля 2021. Архивировано 30 апреля 2021 года.
5. ↑  Sputnik Тоҷикистон. Сӯҳроб Қосимов, собиқ фармондеҳи ФХ даргузашт (тадж.). Sputnik Тоҷикистон (16 декабря 2014). Дата обращения: 30 апреля 2021. Архивировано 30 апреля 2021 года.
6. 1 2  Sputnik Таджикистан. Жизнь Сухроба Касымова от командира спецназа до главы таджикского футбола. Sputnik Таджикистан (16 декабря 2014). Дата обращения: 30 апреля 2021. Архивировано 30 апреля 2021 года.
7. ↑  Генерал Суҳроб Қосимов аз олам даргузашт. asiaplustj.info. Хабарҳои Тоҷикистон ASIA-Plus. Дата обращения: 30 апреля 2021. Архивировано 30 апреля 2021 года.
8. ↑  Ҷасади Сӯҳроб Қосимов ба Данғара интиқол ёфт (ВИДЕО) (тадж.). Радиои Озодӣ. Дата обращения: 30 апреля 2021. Архивировано 30 апреля 2021 года.
9. ↑  Сухроб Касымов: Я жалею, что воевал против своих… asiaplustj.info. Новости Таджикистана ASIA-Plus. Дата обращения: 30 апреля 2021. Архивировано 30 апреля 2021 года.
10. ↑  Даргузашти фармондеҳи собиқи Ҷабҳаи халқ, Суҳроб Қосимов (тадж.). www.bbc.com. BBC Tajik/Persian. Дата обращения: 30 апреля 2021. Архивировано 30 апреля 2021 года.
11. ↑  Ушел из жизни генерал Сухроб Касымов. asiaplustj.info. Новости Таджикистана ASIA-Plus. Дата обращения: 30 апреля 2021. Архивировано 30 апреля 2021 года.
12. ↑  Сухроб Косимов похоронен в Дангаре (ВИДЕО). Радио Озоди. Дата обращения: 30 апреля 2021. Архивировано 30 апреля 2021 года.